# Abde Ezzalzouli
Abdessamad „Abde” Ezzalzouli (arab. عبد الصمد الزلزولي, ur. 17 grudnia 2001 w Bani Mallal) – marokański piłkarz, występujący na pozycji napastnika w hiszpańskim klubie Real Betis oraz w reprezentacji Maroka. Półfinalista Mistrzostw Świata 2022. Uczestnik Pucharu Narodów Afryki 2023. 

## Dzieciństwo
Ezzalzouli urodził się w Maroku, gdy miał 7 lat wraz z rodziną przeprowadził się do Hiszpanii i zaczął swoją karierę w jednej z dzielnic Elche – Carrús.

## Kariera klubowa

### Wczesna kariera
Ezzalzouli grał w młodzieżowych zespołach: Peña Ilicitana Raval CF, CD Pablo Iglesias, Kelme CF, Promesas Elche CF oraz CD Cultural Carrús. Był na testach w Elche CF, ale nie udało mu się dostać do drużyny.
Abdessamad kontynuował grę w lokalnych drużynach młodzieżowych do 2016 roku, wówczas otrzymał propozycję gry w Hérculesie B, gdzie rozpoczął swoją seniorską karierę w 2019 roku.

### Barcelona
31 sierpnia 2021 roku przeniósł się do FC Barcelony B. Swój debiut w profesjonalnej piłce nożnej zaliczył 30 października 2021 roku w zremisowanym 1–1 meczu przeciwko Deportivo Alavés. Ezzalzouli stał się pierwszym Marokańczykiem, który zagrał w pierwszej drużynie FC Barcelony. Pierwszą bramkę dla Barcelony strzelił przeciwko Osasunie.

## Kariera reprezentacyjna
Ezzalzouli reprezentował Maroko U-20 w Arab Cup 2020, strzelając dwie bramki w pięciu meczach. 23 grudnia 2021 roku otrzymał powołanie do reprezentacji Maroka na Puchar Narodów Afryki 2021.
Posiada również obywatelstwo hiszpańskie,